# Castle Rising Castle

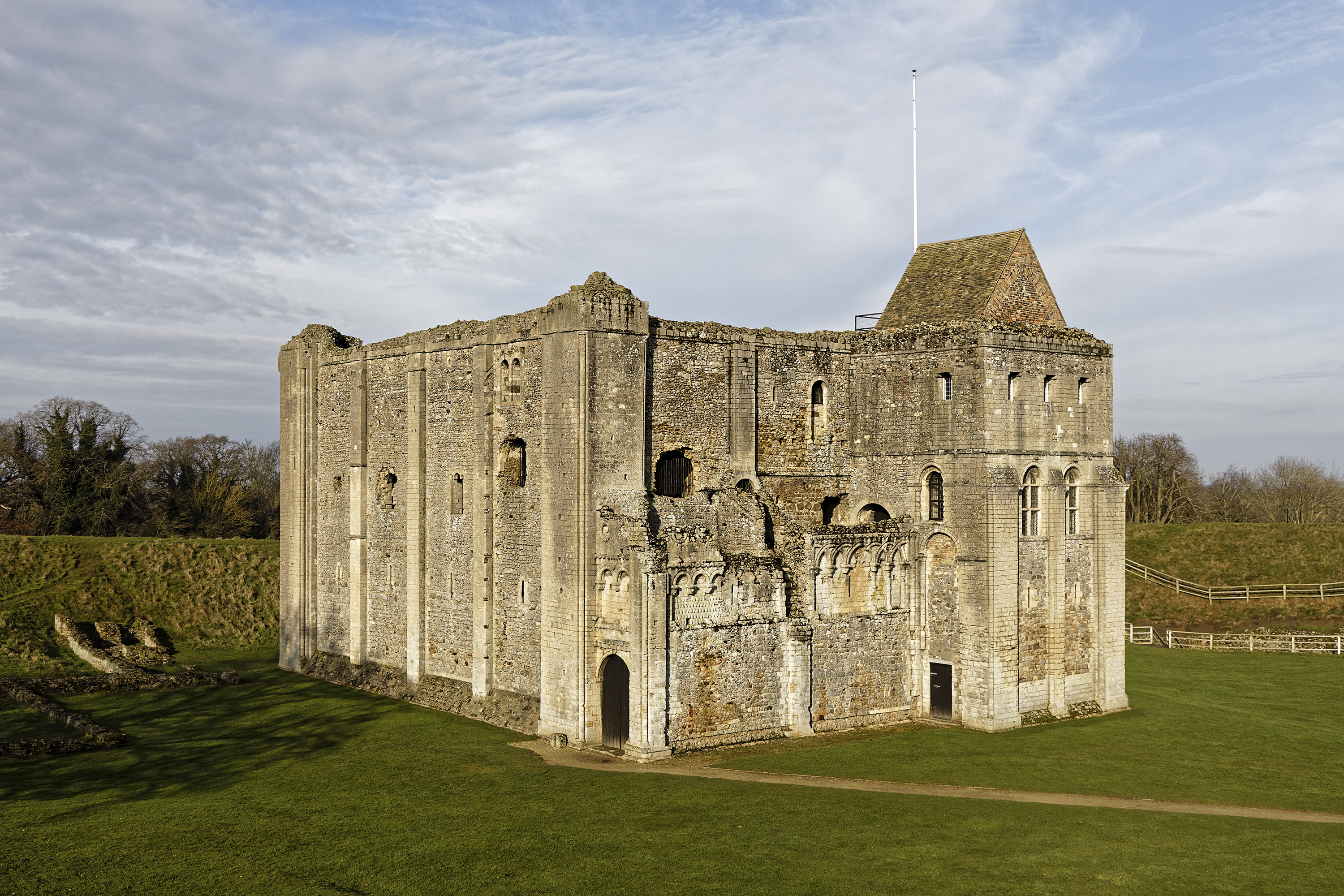
Der Keep von Castle Rising Castle, Ansicht von Südosten

Castle Rising Castle ist eine Burgruine am südlichen Rand der englischen Ortschaft Castle Rising etwa fünf Meilen nordöstlich der Stadt King’s Lynn in der Grafschaft Norfolk. Die Anlage umfasst einen der größten Keeps in England und steht als Grade I eingestuftes Bauwerk seit dem 21. Februar 1989 unter Denkmalschutz. Der ihn umgebende Ringwall ist derart hoch, dass der Wohnturm kaum darüber hinausragt und deshalb von außen fast gar nicht zu sehen ist.
Die Burg wurde in der ersten Hälfte des 12. Jahrhunderts durch William d’Aubigny, 1. Earl of Arundel am Ort einer alten sächsischen Siedlung errichtet und im Laufe der nachfolgenden Jahrhunderten den wechselnden Nutzungen und dem jeweiligen Zeitgeschmack angepasst. Bekannteste Bewohnerin der Anlage war Isabelle de France, die dort von 1331 bis 1358 residierte. Im 15. Jahrhundert zum großen Teil schon ruinös aber immer noch genutzt, gab Heinrich VIII. die heruntergekommene Anlage 1544 an die Familie Howard, die auch heute noch Eigentümerin ist.
Castle Rising Castle steht Besuchern offen und kann von April bis Oktober täglich, in der übrigen Zeit des Jahres mittwochs bis sonntags, entgeltlich besichtigt werden.

## Geschichte

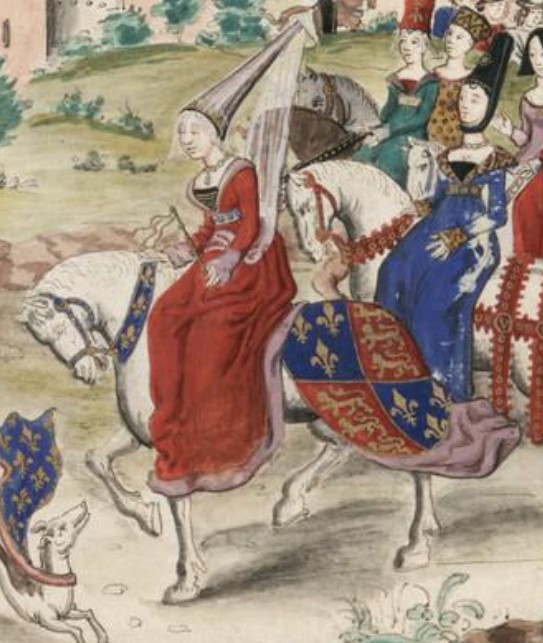
Isabelle de France war die berühmteste Bewohnerin der Burg

Castle Rising gehörte im Mittelalter zu Snettisham, das seit 1052 Eigentum von Stigand, dem angelsächsischen Erzbischof von Canterbury, war. 1070 wurde es durch die Normannen erobert, und Wilhelm I. gab die Siedlung anschließend an seinen Halbbruder Odo, den Bischof von Bayeux sowie Earl of Kent. Nachdem dieser aber 1082 bei seinem königlichen Bruder in Ungnade gefallen war, kam Castle Rising an William Rufus, der es an William d’Aubigny gab. Bei seinem Tod im Jahr 1136 beerbte ihn sein Sohn gleichen Namens, der 1138 die Königswitwe Adelheid von Löwen heiratete und durch deren Recht den Titel eines Earls of Arundel erhielt. Kurz nach seiner Hochzeit begann er in Castle Rising mit dem Bau eines normannischen Keeps, der eine alte sächsische Siedlung ersetzte. Zeitgleich ließ er auch Bauarbeiten an Arundel Castle vornehmen sowie eine neue Burg in New Buckenham errichten. Castle Rising Castle ließ er von einem großen Erdwall und einem vorgelagerten Burggraben sichern. Der Wall wurde im späten 12. oder frühen 13. Jahrhundert erhöht und der vorgelagerte Graben vertieft. Zeitgleich erfolgte westlich des Walls die Anlage eines Vorwerks. Bis 1224 wurde die wehrhafte Anlage innerhalb der Familie immer an den ältesten Sohn namens Wilhelm vererbt, bis der fünfte dieses Namens in jenem Jahr kinderlos starb. Der Besitz kam an Wilhelms Bruder Hugh, der aber auch keine Nachkommen hinterließ. Bei seinem Ableben 1243 teilten seine vier Schwestern das Erbe unter sich auf. Castle Rising erhielt die Jüngste, Cecily. Ihr Ehemann Robert de Montalt wurde de iure uxoris Lord of Rising und damit neuer Eigentümer der Burg. Der kinderlose Enkel des Paars, ebenfalls mit Namen Robert, verkaufte die Burg 1327 für 10.000 Mark an den englischen König Eduard III. Die Anlage sollte nach den Bestimmungen des Kaufvertrags aber erst nach seinem Tod und dem seiner Frau tatsächlich in die Verfügungsgewalt des Königshauses übergehen. Nach seinem Tod verkaufte Roberts Witwe Emma ihr Wohnrecht auf der Burg für eine jährliche Rente von 400 Pfund Sterling an den König. Der bestimmte daraufhin 1331 Castle Rising Castle zum Wohnsitz seiner Mutter Isabelle de France, die dort bis 1358 ihre Hauptresidenz unterhielt. Während dieser Zeit weilten zu mindestens vier Gelegenheiten (1342, 1343, 1344 und 1349) der englische König und seiner Frau Philippa von Hennegau auf der Burg, während sie Isabelle besuchten. Möglicherweise wurden unter ihrer Ägide südlich des Keeps diverse Nebengebäude errichtet, von denen durch Ausgrabungen in den 1970er Jahren bekannt ist, dass sie in der ersten Hälfte des 14. Jahrhunderts errichtet wurden. Die Neubauten umfassten Bedienstetenunterkünfte, Werkstätten, Ställe, einen Küchenbau und eine Kapelle. Zur gleichen Zeit fanden auch Umbauten am Keep statt und wurde auf der Kuppe des Burgwalls eine Ringmauer samt dreier Türme errichtet.
Eigentlich sollte die Burg in Castle Rising nach dem Tod Isabellas an Eduards jüngeren Bruder John of Eltham gehen, doch da dieser vor seiner Mutter starb, änderte Eduard III. im Oktober 1337 die Bestimmung dahingehend, dass er die dortige Burg fest mit dem Titel des Duke of Cornwall verband und sie seinem Sohn Edward, dem schwarzen Prinzen zuerkannte. Dieser ließ die Befestigungen der Anlage weiter verstärken. Nach seinem Tod im Jahr 1376 beerbte ihn sein Sohn Richard II. von England, der die Burg mit Johann V., Herzog der Bretagne, gegen die Brester Festung tauschte. 1397 kam Castle Rising Castle aber wieder in den Besitz des englischen Königshauses und wurde in der Folgezeit an Edmund of Langley, 1. Duke of York, einen Onkel König Richards vergeben, nach dessen Tod die Anlage zurück an die Krone fiel. Von 1403 bis 1544 war das Eigentum an der Burg erneut mit dem Titel des Duke of Cornwall verbunden. Schon im späten 15. Jahrhundert wurden die Gebäude jedoch als verfallen beschrieben. Eine Darstellung aus dem Jahr 1542/43 berichtet davon, dass der Keep eine Ruine mit eingestürztem Obergeschoss sei, die aber zum Teil noch in Gebrauch war. Als Eduard IV. von England im 15. Jahrhundert in den Besitz der Burg kam, waren alle Gebäude ruinös. Es schein, als habe König Heinrich VII. noch einmal einige Reparaturen an den Bauten durchführen lassen, aber schon unter seinem direkten Nachfolger wurden sie wieder vernachlässigt. Heinrich VIII. gab die Anlage 1544 an Thomas Howard, 3. Duke of Norfolk, und erhielt im Gegenzug von diesem das Gut Walton, Falkenham und andere Besitzungen in Suffolk. Die Familie Howard ist auch heute noch Eigentümerin der Anlage, wenngleich diese 1693 an einen jüngeren Familienzweig überging. Im 18. Jahrhundert beherbergte die Burgruine kurzzeitig einen geistig Kranken.
Ab dem 31. Dezember 1958 stand die Anlage unter staatlicher Verwaltung und wurde von English Heritage betreut. Seitdem wurden diverse Restaurierungen und Instandsetzungsarbeiten an der noch vorhandenen Bausubstanz durchgeführt. Zudem fanden von 1970 bis 1976 unter der Leitung von Beric M. Morley Grabungen unter anderem im Erdgeschoss des Keeps statt, deren Funde eine vorhergehende sächsische Besiedlung des Platzes bestätigten. Heute verwaltet der Burgeigentümer, Baron Howard of Rising, die Anlage wieder selbst.

## Beschreibung

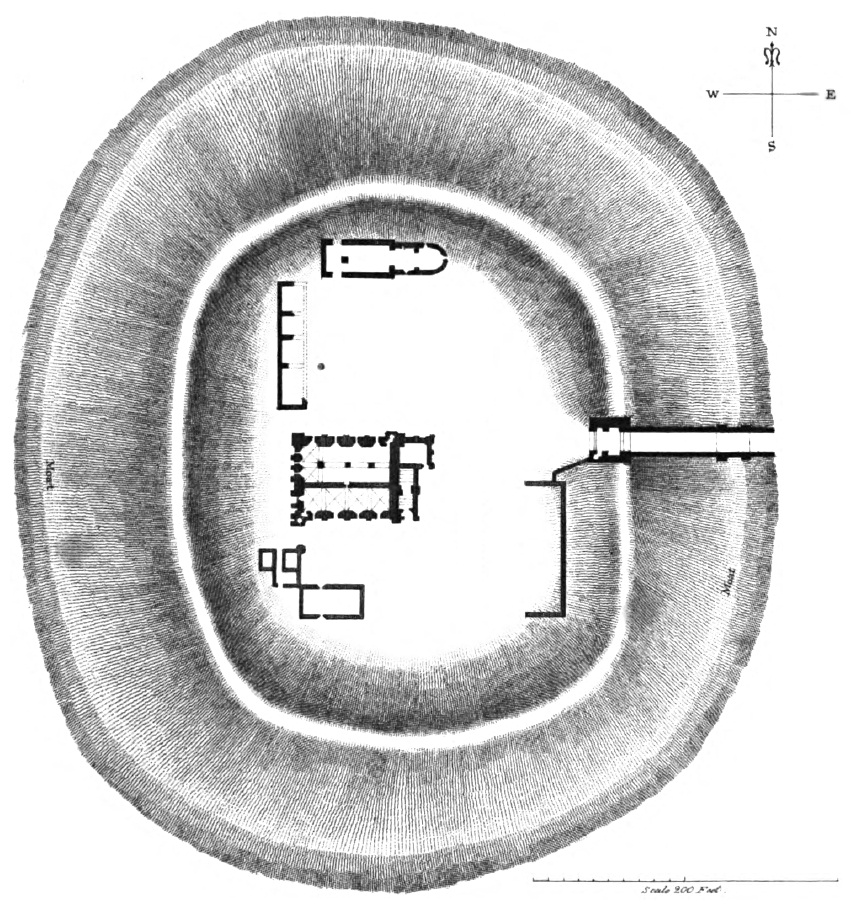
Lageplan der Burganlage ohne die beiden Vorwerke

### Wall und Vorwerke
Die zwölf Acres (rund 4,8 Hektar) Grundfläche umfassende Burganlage besteht aus der gut erhaltenen Ruine eines Keeps aus dem 12. Jahrhundert, der inmitten eines Erdwalls mit ovalem Grundriss steht, sowie den Resten mehrerer zum Teil nur als Fundament erhaltener Nebengebäude. Der Wall stammt etwa aus der gleichen Zeit wie der Wohnturm und ist – wenn überhaupt – nicht viel älter als dieser. Die Annahme, er stamme noch aus römischer Zeit, wurde durch Ausgrabungen widerlegt. Diese zeigten auch, dass die Wallanlage anfangs niedriger war und im 12./13. Jahrhundert aufgestockt wurde. Der große Wall ist zwischen sechs und zehn Meter höher als die Fläche in seinem Inneren, die etwa 198 Meter lang ist und eine maximale Breite von 150 Metern besitzt. Westlich und östlich des Walls, der rundherum von einem etwa acht Meter tiefen Trockengraben umgeben ist, sind ihm zwei kleinere Erdwerke mit rechteckigem Grundriss und ohne jegliche Bebauung vorgelagert. Das westliche misst etwa 125 × 50 Meter, besitzt einen bis zu zwei Meter tiefen umlaufenden Graben und einen 1,5 Meter hohen Wall. Dieser umschließt eine bis zu fünf Meter hohe Plattform aus Erde, die keinerlei Verbindung zum zentralen Ringwall aufweist. Vielleicht wurde sie nur als Viehweide genutzt und war einst über Stufen im Wall und eine anschließende Brücke über den Graben erreichbar.
Das östliche Vorwerk ist etwa 155 × 92 Meter groß und besitzt neben einem neun Meter hohen Erdwall einen vier bis fünf Meter tiefen, vorgelagerten Graben. Es diente zum Schutz des Burgzugangs der sich an der Ostseite des Burgareals befindet und dort den inneren Erdwall unterbricht. Dort führt eine gemauerte, einbogige Brücke zu der Ruine eines rechteckigen Torhauses aus dem 12. Jahrhundert, wobei die Brücke späteren Datums ist. Die nach außen zeigende Westwand des Torbaus ist sechs Fuß (1 Fuß = 32,8 cm), seine östliche Mauer immerhin noch fünf Fuß dick. Die Breite der rundbogigen Torbögen beträgt zwölf Fuß. An der südlichen Außenmauer des Torhauses finden sich die Reste einer Wendeltreppe, die früher zur Wachstube im nicht mehr vorhandenen Obergeschoss des Gebäudes führte. Südlich des Torhauses schließt sich auf der Kuppe des Erdwalls ein Stück der im späten 14. Jahrhundert mehrheitlich aus Backstein errichteten Ringmauer an. Das zwei Fuß dicke Mauerwerk besaß an der Innenseite Blendarkaden, seine noch sichtbaren Mauerlöcher könnten Löcher für Balken gewesen sein, die einen Wehrgang trugen.

### Vorbau und Vorturm

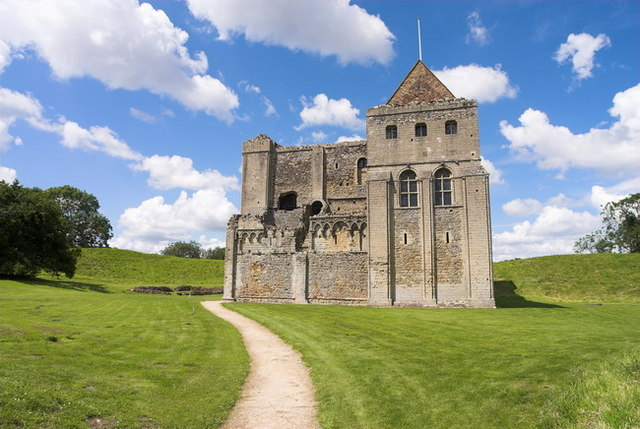
Vorbau (links) und Vorturm (rechts) auf der Ostseite des Keeps

Eine Besonderheit der Burg in Castle Rising ist ihr mit Blendarkaden, Friesen, Skulpturen und Reliefs reich dekorierter Vorbau an der östlichen Seite. Er ist damit nicht nur einer der architektonisch aufwändigsten Keepvorbauten in England, sondern auch einer der besterhaltenen. Durch sein reiches Dekor hebt er sich stark vom sonst eher schlichten Äußeren des Keeps ab. Der Bau beherbergte eine acht Fuß breite Treppe in das Obergeschoss des sich anschließenden Vorturms, von wo aus der Eingang im ersten Stockwerk des Keeps erreichbar war. Der Treppeneingang befindet sich an der südlichen Schmalseite des Treppenhauses, dessen Außenmauern noch bis zu sechs Meter hoch und sechs Fuß dick sind. Das zweiflügelige Portal ist an beiden Seiten von Säulen flankiert und zeigt über seinem Torbogen zwei Blendarkaden. Es führt zu einer neun Fuß breiten Steintreppe, der eine Wehrfunktion zukam, denn auf etwa halber Höhe konnte sie durch eine Tür mit schweren Holzbalken verbarrikadiert werden. Die Balkenlöcher sind heute noch gut sichtbar. Über der Tür befand sich eine Wehrplattform, von der über ein Wurfloch potentielle Angreifer von den Verteidigern attackiert werden konnten.
Die Treppe endete an einer zweiflügeligen, von Säulen flankierten Tür, die Zutritt zum sogenannten Vestibül in dem sich anschließenden Vorturm gewährt. Dieser quadratische Turm an der Nordost-Ecke des Keeps besitzt eine äußere Kantenlänge von 20 Fuß und wurde im Erdgeschoss früher vielleicht als Gefängnis genutzt. Seine drei Geschosse werden von einem kleinen pfannengedeckten Satteldach abgeschlossen, wobei das zweite Obergeschoss samt Dach nicht zur originalen Bausubstanz gehört, sondern erst im frühen 14. Jahrhundert aufgesetzt wurde. Es beherbergt einen 16×16 Fuß großen Raum mit Kreuzrippengewölbe und einem Kamin an seiner Südwand, der aus dem 19. Jahrhundert stammt. Die großen Fenster des Zimmers besitzen nicht mehr ihre ursprüngliche rundbogige Form, sondern wurden durch die heutigen Rechteckfenster ersetzt. Die Gewölbedecke wiederholt sich im Raum des ersten Obergeschosses, dem als Vorraum zum Großen Saal des Keeps eine besondere Rolle zukam. Seine verglasten Fenster mit halbbogigem oberen Abschluss waren früher offene Arkaden. Das große, aufwändig gestaltete Portal besitzt ein dreifach profiliertes Gewände und ist mit Säulen besetzt. Seit etwa 1840 ist der sechs Fuß breite, halbbogige Eingang jedoch verbaut und dient seitdem als Kamin.

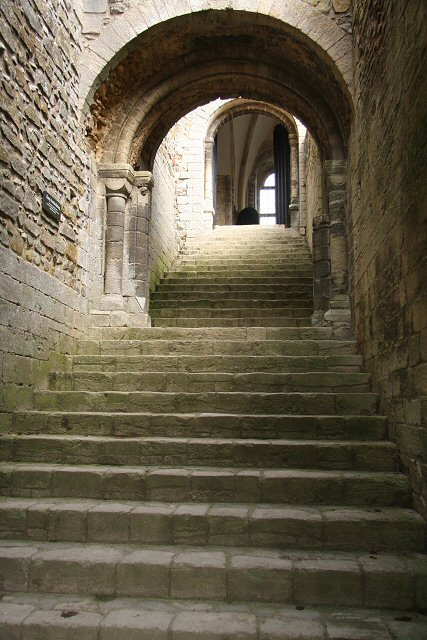
Treppenaufgang
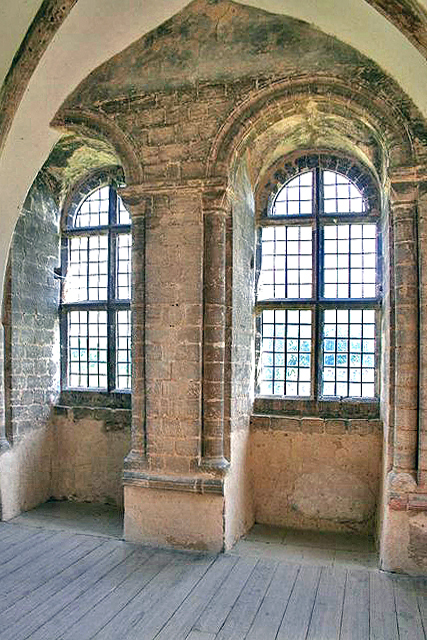
Fenster im Vestibül
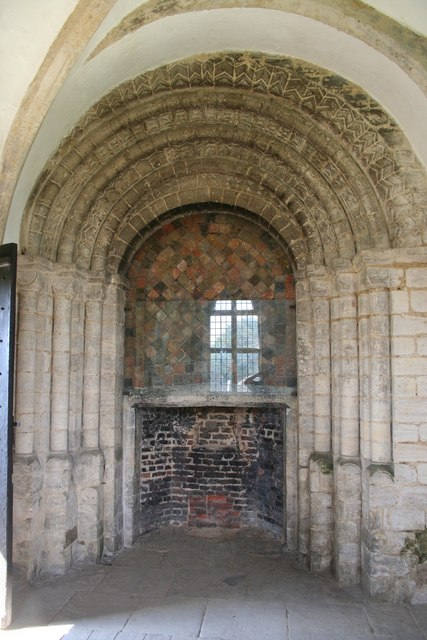
Ehemaliger Eingang zum Großen Saal
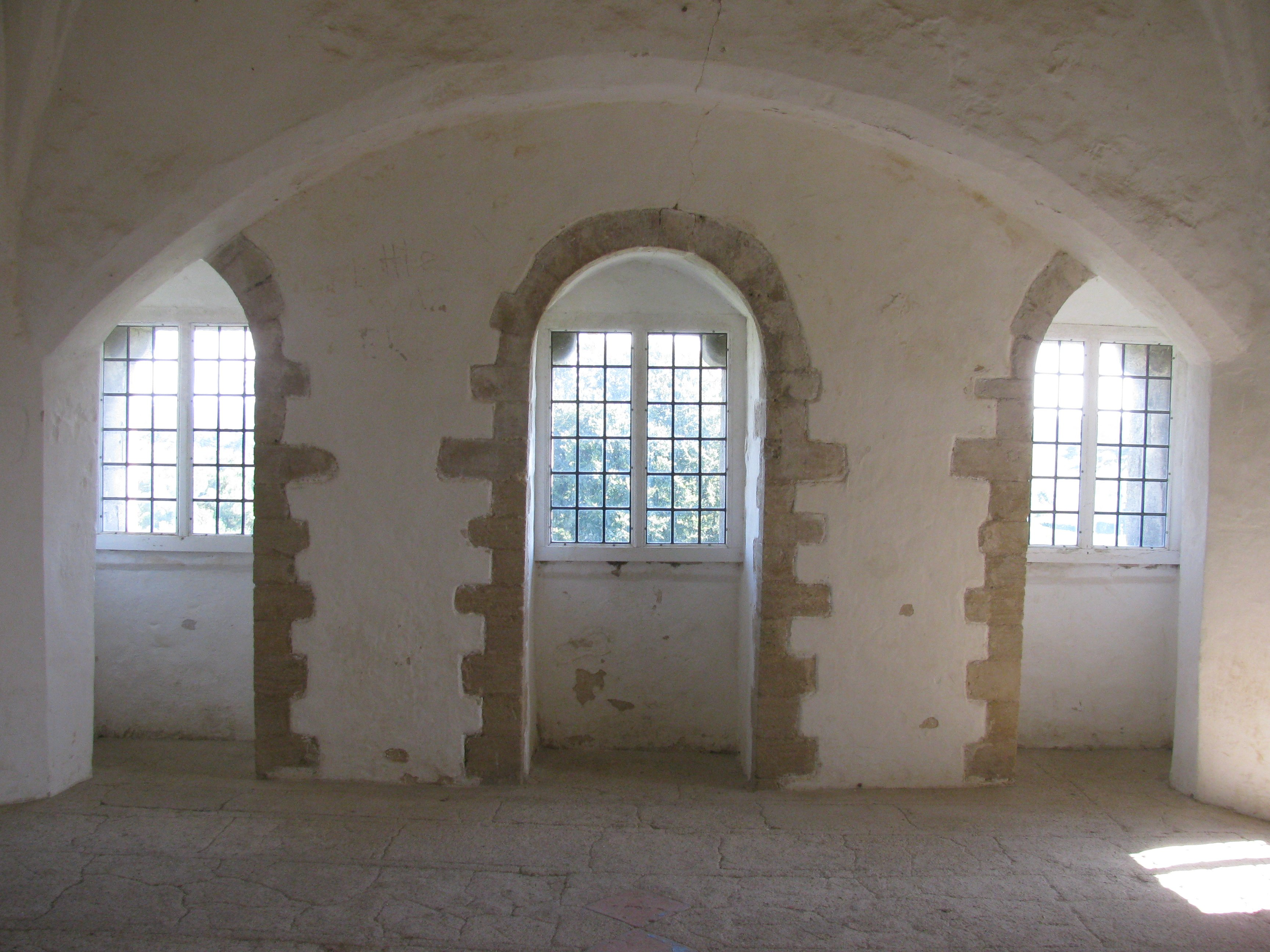
Fenster im zweiten Obergeschoss des Vorturms

### Keep

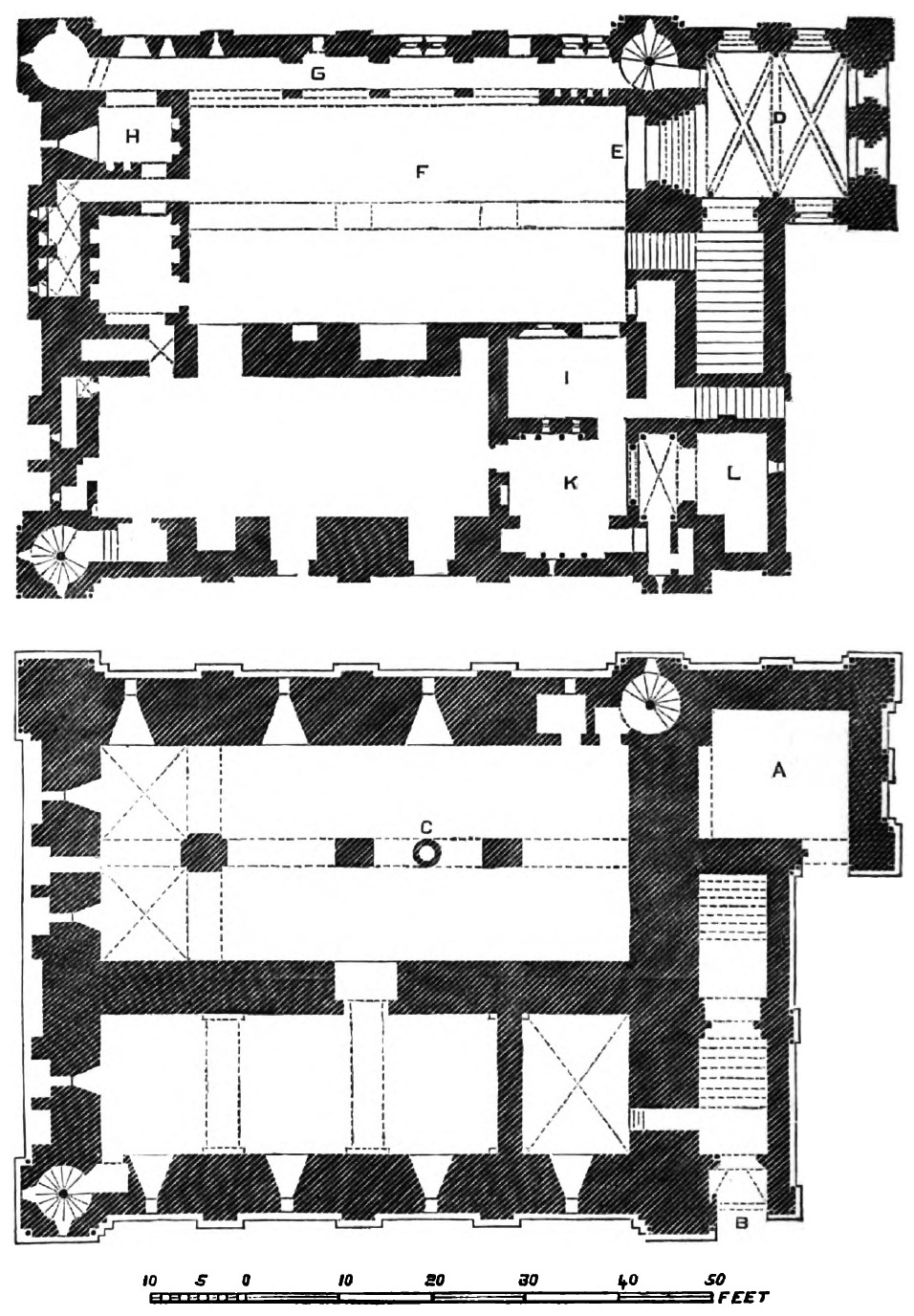
Grundrisse des Erdgeschosses (unten) und des ersten Stocks (oben) im Keep

Der dreigeschossige Keep von Castle Rising Castle ist eine Gründung des 12. Jahrhunderts. Als Baumaterial kamen Kalkstein, Sandstein aus Sandringham und Feuerstein zum Einsatz. Mit rund 15 Metern Höhe und Seitenmaßen von 24 sowie 21 Metern ist das Gebäude ein gutes Beispiel für einen sogenannten hall keep, bei dem der Wohnturm breiter als hoch ist – im Unterschied zum sogenannten tower keep. Das zweigeschossige Gebäude besitzt Ähnlichkeiten mit Norwich Castle und der Burg Falaise. Seine vier Ecken sind durch sieben Fuß breite, quadratische Ecktürme markiert, die pilasterartig aus der Mauerflucht hervortreten. Im Inneren des Südwest- sowie des Nordost-Turms befinden sich Wendeltreppen, deren 76 Treppenstufen vom Erdgeschoss bis zum zweiten Obergeschoss reichen. Auf dessen Fußbodenhöhe sind noch die Ansätze des einstigen Wehrgangs erhalten.
Die Südfassade des Keeps ist durch drei Fuß breite Pilaster in vier Felder unterteilt. Die gleichen Pilaster finden sich auch an der Nordseite. Der abgeschrägte Sockel der südlichen Außenmauer ist an der Basis sechs Fuß und sechs Zoll dick. Die Nord- und Ostmauer sind mit sieben Fuß etwas stärker, während die Westwand nur sechs Fuß misst. Im Erdgeschoss der Südmauer finden sich nur schmale Lichtschlitze, was darauf zurückzuführen ist, dass dieses Stockwerk nicht zum Wohnen, sondern als Lager genutzt wurde. Das erste Stockwerk der Südseite zeigt verschiedene Arten von Fenstern, während das zweite Obergeschoss mehrheitlich kreisrunde Lichtöffnungen besitzt. Einzige Ausnahme ist ein rundbogiges Zwillingsfenster im vierten, östlichen Feld. Sämtliche Fenster des Keeps scheinen nie verglast gewesen zu sein, konnten aber von innen mit Läden verschlossen werden. An der westlichen Außenmauer findet sich auf Höhe des ersten Obergeschosses zwischen zwei Pilastern ein Aborterker.
Im Inneren sind die ehemaligen hölzernen Decken bzw. Fußböden nicht mehr erhalten, sodass der Besucher aus dem Erdgeschoss den Himmel sehen kann. Der Keep ist durch eine sechs Fuß dicke Trennwand über seine gesamte Länge in zwei Partien geteilt. Die nördliche wird im ersten Obergeschoss durch den 13 × 8 Meter messenden Großen Saal (englisch Great Hall) bestimmt. Erreichbar war er durch das Portal im ersten Geschoss des Vorturms. Westlich von ihm befanden sich Latrinen, ein Wirtschaftsraum und die Küche mit großem Kamin. Diese Räume stehen auf den erhaltenen, steinernen Gewölbedecken des Erdgeschosses, in dem bis heute noch ein Brunnen mit sieben Fuß Durchmesser erhalten ist. Im südlichen Teil des ersten Obergeschosses befindet sich die 13 × 5 Meter messende sogenannte Große Kammer (englisch Great Chamber), die als Wohnraum des jeweiligen Burgherrn diente. Östlich schließt sich ihr die Burgkapelle mit einem Grundriss von 3,9 × 4,2 Metern und einem Kreuzrippengewölbe an der Decke des Chors an.

### Nebengebäude und Kapellenruine

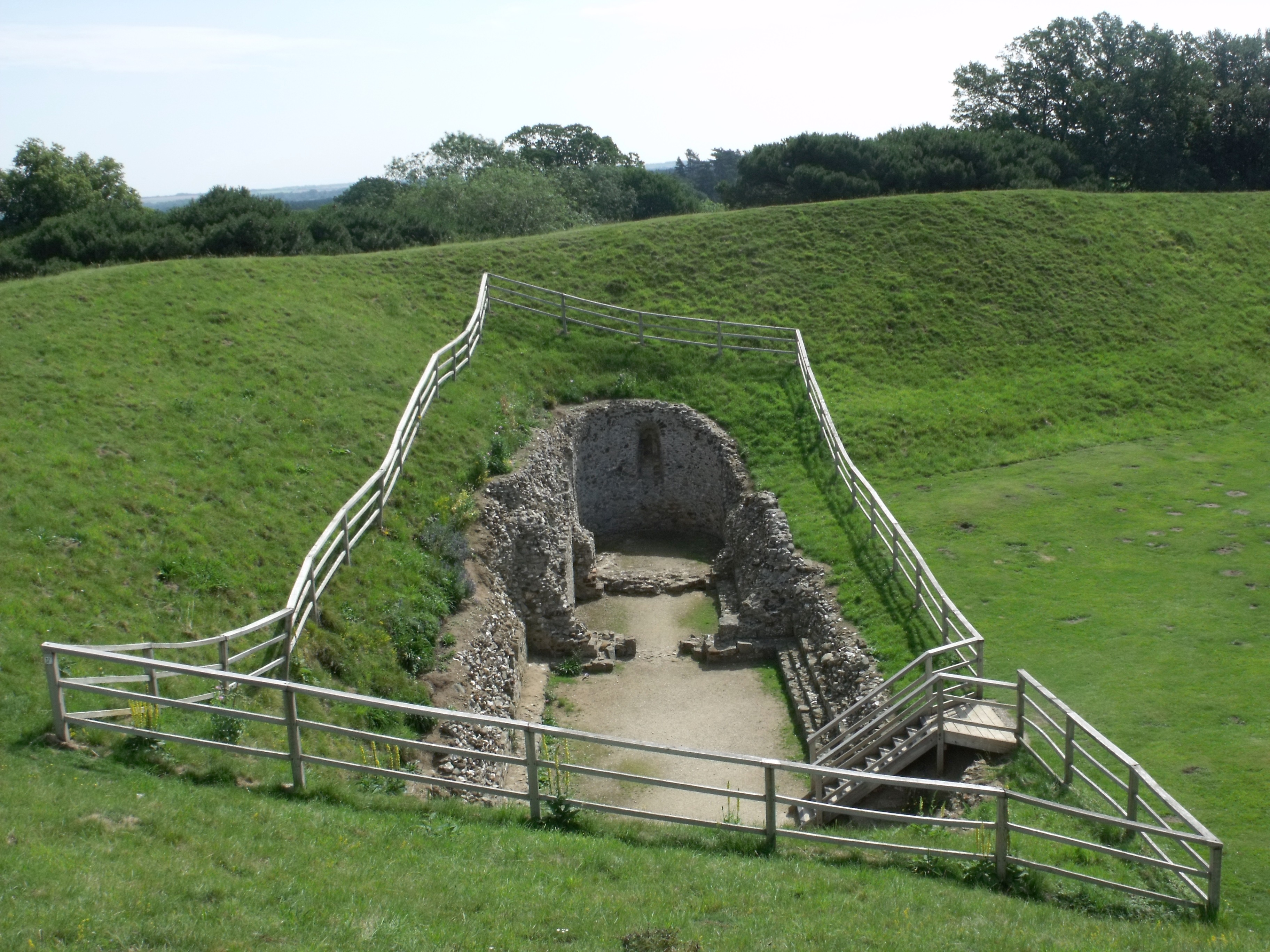
Ruine der romanischen Kirche

Innerhalb des großen Erdwalls finden sich die ergrabenen Fundamente diverser Nebengebäude der Burg, die aus dem 14. bis 16. Jahrhundert stammen. Südlich des Keeps standen einst Bedienstetenunterkünfte, Wirtschaftsgebäude und sogar eine Kapelle für die Burgmannen. Anfänglich reine Holzkonstruktionen aus der ersten Hälfte des 14. Jahrhunderts, wurden diese später durch Holz-Stein- oder reine Steinbauten ersetzt und schließlich gegen Ende des 16. Jahrhunderts abgebrochen. Teile der Kapellenruine standen sogar noch im 18. Jahrhundert.
Ältester Steinbau auf dem Burgareal ist die 30 Meter nördlich des Keeps liegende Ruine einer romanischen Kirche aus dem 11. Jahrhundert, die wohl früher als Pfarrkirche der dortigen Siedlung diente. Nach dem Bau der Burg wurde sie im 12. Jahrhundert säkularisiert und als Nebengebäude genutzt, was ein Kamin aus dem 16. Jahrhundert an der südlichen Wand bezeugt. Ersetzt wurde sie durch die St Lawrence’s Church im Ort Castle Rising. Die Außenmauern des 26 Meter langen, einschiffigen Baus stehen heute noch bis zu einer Höhe von vier Metern. Dem 12 × 4,8 Meter messenden Kirchenschiff schloss sich östlich ein 4 × 4 Meter messender Mittelbau an, gefolgt von einem etwa 4,8 × 4 Meter messenden Chor sowie einer halbrunden Apsis am östlichen Ende. Von Letzterer sind noch zwei der ursprünglich drei Fenster zum Teil erhalten. Nach der lokalen Tradition soll der frühnormannische Taufstein in der heutigen Pfarrkirche von Castle Rising ursprünglich aus der Kapellruine stammen.